# Kernefysik
Kernefysik er den fysik, som beskæftiger sig med forholdene i og omkring atomkerner.
Den berører således radioaktivitet, fission, fusion, kernereaktioner og anvendes blandt andet til atomkraft og atomvåben.